# Amt Stolzenau
Das Amt Stolzenau war ein historisches Verwaltungsgebiet der Grafschaft Hoya, später des Fürstentums Calenberg bzw. Königreichs Hannover und der preußischen Provinz Hannover mit Sitz in Stolzenau.

## Geschichte
Das Amt geht auf das Zubehör der Mitte des 14. Jahrhunderts von den Grafen von Hoya als Grenzfestung gegenüber der mindenschen Burg Schlüsselburg errichteten Burg Stolzenau zurück. Der Amtssprengel erstreckte sich entlang der Grenze zum Hochstift Minden. Im 16. Jahrhundert war Stolzenau zeitweilig Hauptort und Residenz der Obergrafschaft Hoya. Nach dem Erlöschen der Grafen von Hoya fiel das Amt an die Welfen, 1682 an Calenberg/Hannover. 1829 wurde der Amtssprengel um die Gemeinden des aufgehobenen Amts Steyerberg vergrößert. Die Vogtei Bohnhorst mit den Gemeinden Bohnhorst, Großenvörde, Spalloh und Warmsen ging dafür an das Amt Diepenau. Durch Staatsvertrag vom 25. November 1837 zwischen Hannover und Preußen wurden die Mengedörfer Glissen und Westenfeld sowie das Dorf Halle an Hannover abgetreten und in das Amt Stolzenau eingegliedert. 1859 ging das Amt Rehburg im Amt Stolzenau auf. Seit 1867 bildete das Amt Stolzenau mit den Ämtern Nienburg und Uchte sowie der amtsfreien Stadt Nienburg (Weser) den (Steuer-)Kreis Nienburg. 1885 wurde es in die Kreisverfassung überführt.

## Gemeinden
Bei seiner Aufhebung (1885) umfasste das Amt folgende Gemeinden:
| - Anemolter - Bad Rehburg (**) - Bruchhagen (*) - Deblinghausen (*) - Diethe - Düdinghausen (*) - Frestorf - Hahnenberg | - Harrienstedt - Hesterberg (*) - Hibben - Holzhausen - Huddestorf - Jenhorst - Kleinenheerse - Landesbergen | - Leese - Loccum (**) - Münchehagen (**) - Müsleringen - Nendorf - Raddestorf - Rehburg (**) - Sarninghausen (*) | - Schinna - Sehnsen - Steyerberg (*) - Stolzenau - Voigtei (*) - Wellie - Wiedensahl (**) - Winzlar (**) |

(*) Aus dem ehemaligen Amt Steyerberg; (**) aus dem ehemaligen Amt Rehburg
- Karte mit allen verlinkten Seiten:
- OSM |
- WikiMap

## Amtmänner
- ab 1673: Conrad Hugo (* 1636; † 1710), Amtsschreiber, 1673 Amtmann, zuletzt Oberamtmann
- bis 1764 (?): Christoph Heinrich von Hugo (* 1685; † 1764), Oberamtmann
- bis 1758 (?): Albert Conrad von Hugo (* 1717; † 1758), Amtmann

- 1814–1826: Ferdinand von Bothmer, Oberhauptmann
- 1826–1848: Georg Friedrich von Blum, Amtmann
- 1848–1849: Erich August Heinrich Pagenstecher, Amtmann
- 1849–1867: Gustav Carl Ernst von Beulwitz, Amtmann
- 1868–1871: Ernst Roscher, Amtmann
- 1878–1885: Ernst Philipp Rudolf Meyer, Amtmann (1885–1888 Landrat des Kreises Stolzenau)